# Melanomphalia
Melanomphalia es un género de hongos de la familia Tricholomataceae. Melanomphalia es un género monotípico que contiene la única especie Melanomphalia nigrescens, encontrada en Europa. La especie fue descubierta por M. P. Christensen en 1936.